# Erwin Reisner (Theologe)
Erwin Reisner (* 19. März 1890 in Wien; † 12. Juni 1966 in Berlin) war ein österreichischer Theologe, Professor für Systematik und Philosophie, Theaterkritiker, Kulturreferent und Bibliothekar.

## Leben
Erwin Reisner war das älteste von drei Kindern eines Hofrates im Wiener Ackerbauministerium. Nach der Scheidung der Eltern im Jahre 1900 wurde Reisner auf ein Internat geschickt. Mit 15 Jahren trat er in eine Kadettenschule ein, um Artillerist zu werden. In den Ersten Weltkrieg trat er als Leutnant ein und wurde als Hauptmann entlassen. 1916 heiratete er Emilie Wagner. 1919 wurde sein Sohn Herbert geboren.
Nach dem Ersten Weltkrieg arbeitete Reisner als Theaterkritiker, Kulturreferent und Bibliothekar. 1923 erschien seine erste Gedichtsammlung Der blaue Pokal. 1924 erbte seine Frau ein Vermögen, das es Reisner gestattete, sich ganz auf seine philosophischen Studien zu konzentrieren. 1927 erschien seine erste philosophische Schrift Das Selbstopfer der Erkenntnis. Darin schlägt er eine Brücke zwischen Philosophie und Theologie, die er in seinen späteren Werken ausbaut. Obwohl er nie eine Universität besucht hatte, wurden Auszüge seines Buches Kennen, Erkennen, Anerkennen als Dissertation anerkannt und Reisner wurde 1932 in Marburg zum Dr. phil. promoviert. Bereits seit dem Ende des Ersten Weltkriegs lebte er mit seiner Familie in Siebenbürgen, Rumänien. Von dort wurde er 1935 wegen seiner österreichischen Staatsbürgerschaft ausgewiesen. Er kehrte nach Wien zurück. Weitgehend mittellos geworden, konnte Reisner seine Familie mit Predigten und Bibelstunden nur notdürftig über Wasser halten. 
Ab 1937 war er Sekretär der Abteilung Judenmission des Internationalen Missionsrats in Wien, bis Februar 1939 dann als Leiter der Wiener Vertrauensstelle des Büros Grüber und danach im Büro Grüber in Berlin tätig.
Im Jahr 1947 erschien Der Dämon und sein Bild und Reisner wurde zum Professor für Systematik und Philosophie an der Kirchlichen Hochschule in Berlin ernannt. Die langen Jahre der Not hatten jedoch körperliche Spuren hinterlassen. 1956 musste er krankheitsbedingt seine Vorlesungen einstellen. Sein letztes Buch Die Juden und das Deutsche Reich. erschien 1966, wenige Tage vor seinem Tod.

## Werke
- Der blaue Pokal. Gedichte, Hermannstadt 1923
- Die Erlösung im Geist. Das philosophische Bekenntnis eines Ungelehrten, Wien 1924
- Das Selbstopfer der Erkenntnis. Betrachtungen über die Kulturaufgabe der Philosophie, München 1927
- Die Geschichte als Sündenfall und Weg zum Gericht. Grundlegung einer christlichen Metaphysik der Geschichte, München 1929
- Kennen, Erkennen, Anerkennen. Eine Untersuchung über die Bedeutung von Intuition und Symbol in der dialektischen Theologie, München 1932
- Die Kirche des Kreuzes und das Deutsche Schicksal. München 1934
- Die christliche Botschaft im Wandel der Epochen. München 1935
- Die Stunde Israels. Wien 1937
- Der Baum des Lebens. Eine Auslegung von Genesis 2,8 bis 3,24, München 1937
- Der Brief an die Hebräer. Betrachtungen, München 1938
- Das Wort der Offenbarung als Gleichnis. Berlin 1946
- Offenbarungsglaube und historische Wissenschaft. Berlin 1947
- Der Dämon und sein Bild. Berlin 1947
- Das Buch mit den sieben Siegeln. Göttingen 1949
- Glaube, Hoffnung, Liebe. Eine kleine Philosophie der christlichen Tugenden, Hamburg 1954
- Vom Ursinn der Geschlechter, Berlin 1954
- Krankheit und Gesundung. Eine theologisch-philosophische Sinndeutung, Berlin 1956
- Der begegnungslose Mensch. Eine Kritik der historischen Vernunft, Berlin 1964
- Die Juden und das Deutsche Reich. Zürich 1966